# Dashtabi (canton)
Le canton de Dashtabi (persan : بخش دشتابی) est un canton (bakhsh) dans le Comté de Buin Zahra, dans la Province de Qazvin, en Iran. Lors du recensement de 2006, sa population était de 24 139, dans 5 879 familles. Le canton a une ville : Ardak. Le canton dispose de deux villages (dehestan): Dashtabi-ye Gharbi, et Dashtabi-ye Sharqi.